# Pachycormus discolor
Pachycormus discolor ist die einzige Art der monotypischen Pflanzengattung Pachycormus innerhalb der Familie der Sumachgewächse (Anacardiaceae). Sie kommt nur in der Baja California und ganz im Nordwesten von Mexiko vor. Die Art trägt auch folgende Volksnamen: "Copalquin", "Torote Blanco" und "Elefant Tree" (Elefantenbaum).

## Beschreibung

### Vegetative Merkmale
Pachycormus discolor wächst baumartig, halbimmergrün und wird 3 bis 5, manchmal auch bis 10 Meter hoch. Die zweihäusigen Pflanzen mit knorrigen Ästen können einen kurzen, teils geschwollenen Stamm mit einem Durchmesser von bis zu 1 Meter ausbilden. In dem sehr weichen Holz ist ein gelblicher, rötlicher, bräunlicher oder milchig, harziger Saft enthalten. Die Rinde ist hellocker gefärbt und blättert in papierartigen Stücken ab.
Das wechselständige Laub erscheint nach der Trockenzeit. Die mehr oder weniger unsymmetrisch unpaarig gefiederten, meist leicht behaarten, kleinen und gestielten Laubblätter werden 1,5 bis 8 Zentimeter lang und 0,7 bis 3 Zentimeter breit. Es sind bis etwa 10 meist sitzende bis fast sitzende, abgerundete bis rundspitzige, ganzrandige bis gelappte Blättchen vorhanden, das Endblättchen ist meist gelappt oder grob gezähnt.

### Blütenstände und Blüten
Der feinhaarige und achselständige Blütenstand wird aus einer lockeren und endständigen Rispe gebildet. Die eingeschlechtlichen, duftenden, fünfzähligen und gestielten Blüten mit doppelter Blütenhülle sind cremefarben bis gelblich-weiß oder rosafarben bis rötlich. Es sind jeweils fünf kleine, schmale und spitze Kelchblätter vorhanden. Die ebenfalls fünf feinhaarigen, außen gekielten Blütenblätter sind länglich eiförmig. Im Lauf der Blütezeit verblassen die Farben der Blütenblätter und verbleiben ausgetrocknet länger am Trieb. Es werden zehn kurze Staubblätter ausgebildet und der Fruchtknoten besitzt nur eine Kammer. Die drei kurzen Griffel sind mit kopfigen Narben ausgestattet. Bei den männlichen Blüten kann ein reduzierter Pistillode vorkommen, bei den weiblichen Staminodien. Ein dünner Diskus ist vorhanden.
Die Oberfläche der kleinen Frucht (Utrikel) in den beständigen Petalen ist mit kurzem Filz besetzt.

## Verbreitung und Systematik
Pachycormus discolor ist auf der Baja California verbreitet.
Die Erstbeschreibung der Gattung Pachycormus erfolgte 1923 durch Frederick Vernon Coville. Als Synonym für die Gattung gilt die ungültige Beschreibung der Gattung Veatchia durch Asa Gray 1884 mit der Typart Veatchia cedrosensis A.Gray.
Die Erstbeschreibung der Art erfolgte 1844 durch George Bentham als Schinus discolor Benth. Mit Beschreibung der Gattung Pachycormus durch Coville wurde die Art ebendort eingegliedert. Zur Art existieren eine Vielzahl von Synonymen, wie Veatchia discolor (Benth.) Brandegee, Rhus veatchiana Kellogg und Bursera pubescens S.Watson.
Auf Grund der Variabilität der Art existieren drei Varietäten (Pachycormus discolor var. discolor, Pachycormus discolor var. veatchiana und Pachycormus discolor var. pubescens), die sich in Merkmalen der Blätter und des Blütenstandes unterscheiden. Sie sind jedoch durch Übergänge miteinander verbunden.